# The Sims 2: Bon Voyage
The Sims 2: Bon Voyage és la sisena expansió llançada de la saga de jocs de PC The Sims 2. Fou treta a la venda el 4 de setembre del 2007 i dos dies més tard, el sis de setembre, a Europa. L'expansió es basa a fer viatges i preparar vacances per als Sims, a l'estil de The Sims: Vacation, la quarta expansió per al joc original.

## Mode de joc
L'expansió obre tres destinacions diferents en què els Sims poden passar unes vacances allunyats de llur llar i de llur treball; Tres Llacs, de paisatge muntanyenc amb boscs i llacs, la Vil·la Takemizu, d'ambient i tradició oriental, i per acabar l'Illa Twikkii, un paraís tropical al costat del mar, on abunden la sorra i les activitats estiuenques. Un Sim pot utilitzar el seu telèfon per organitzar les seves vacances, escollint el lloc de destinació, la duració de les vacances i els Sims que desitja portar-hi. L'hora de partida pot ser escollida al moment o anticipada en un període d'una setmana.
Un cop a la destinació triada, un Sim pot escollir entre reservar habitacions en un hotel o utilitzar altres mitjans, com una tenda de campanya. Les diferents localitats ofereixen també diferents activitats. El Sim pot passar el seu temps prenent el sol en una platja tropical, ballant el Hula-Hula o cantant en grup al voltant d'una foguera. Les diferents activitats en les quals un Sim participa s'enregistren en una nova funció que classifica un Sim com a turista depenent del que fa durant les vacances. Un Sim pot triar en acabar les seves vacances abans del que s'havia previst o tornar a casa si ho desitja. D'un altre mode, el Sim serà automàticament recollit (igual que la seva família o altres companys) i portat a casa quan la duració escollida en planejar les vacances arribi a la fi. Un cop de tornada a casa cadascun dels Sims podran triar els beneficis extrets de llurs vacances, els quals els ajudaran en el treball i l'amor, entre d'altres.